# ميهو شيميزو
ميهو شيميزو (清水 万帆) هي لاعبة كرة قدم. ولعبت مع منتخب اليابان لكرة القدم للسيدات.